# Overjoyed (Bastille)
Overjoyed is de debuutsingle van Bastille. Het nummer is het vierde nummer van hun debuutalbum Bad Blood. De single werd uitgebracht in 2012 in het Verenigd Koninkrijk. Door de weinige promotie stond de single niet in de hitlijsten, maar door Q Magazine werd hij wel getipt als "Track of the Day".

## Muziekvideo
Een muziekvideo voor de release van Overjoyed werd op het persoonlijke kanaal van Bastille geplaatst. De video duurt 3 minuten 46 seconden. De video is geïnspireerd door de serie Twin Peaks, waar leadzanger Dan Smith een grote fan van is.